# Honor (marque)
Pour les articles homonymes, voir Honor.
Honor est une entreprise spécialisée dans les équipements de réseau et de télécommunications, dont le siège est à Shenzhen, en Chine. La gamme d'appareils Honor comprend des smartphones, des ordinateurs portables, des bracelets connectés, des montres connectées, des écouteurs, des enceintes sans fil et des routeurs pour Wi-Fi 6. Honor a aussi créé sa propre interface pour ses smartphones.
Depuis 2016, George Zhao occupe les fonctions de président international de l'entreprise et Eva Wimmers celle de présidente de la marque en Europe et de vice-présidente internationale. En novembre 2020, Huawei vend sa marque Honor à Shenzhen Zhixin New Information Technology Co., Ltd.

## Histoire
Fondée en 2013,, la gamme Honor de smartphones à petit prix permet à Huawei d’être compétitive vis-à-vis des marques de smartphones de milieu de gamme vendus en ligne en Chine et à l’international,,.
Depuis 2016, Honor vend principalement ses produits en ligne sur ses propres sites, ainsi que par l’intermédiaire de magasins en ligne spécialisés. Certains produits Honor sont disponibles à l’achat dans certains magasins dans certains pays. Honor est en mesure de proposer des smartphones à des prix plus bas car l’entreprise économise de l’argent en fonctionnant exclusivement en ligne,.
En novembre 2020, Huawei annonce la vente de sa filiale Honor, comprenant la marque, les usines et toutes les infrastructures affiliées, pour l'équivalent de 15,2 milliards de dollars à un consortium. La marque Honor représente 26 % des ventes de Huawei au moment de sa vente,.

## Dates clés du développement international
Honor a commencé à se développer à l’international en avril 2014, en lançant le Honor 3C en Malaisie, suivi de la commercialisation du Honor 6 en Europe en octobre de la même année. En juin 2015, la marque était présente dans 74 pays, dont plusieurs pays en Europe, l’Inde et le Japon.
En 2015, la boutique en ligne Vmall de Honor, par le passé uniquement disponible en Chine, a été lancée en Europe et au Royaume-Uni, permettant ainsi des achats directs auprès du fabricant,,.
Honor a fait ses débuts sur le marché américain avec la présentation du Huawei Honor 5X lors du Consumer Electronics Show (CES) en janvier 2016,,.
En août 2016, le site Internet Recode a annoncé que Honor avait vendu plus de 60 millions de produits, pour un chiffre d’affaires de plus de 8,4 milliards de dollars.
En janvier 2017 lors du CES, Honor a annoncé que le Honor 6X, précédemment réservé au marché chinois, serait commercialisé sur treize nouveaux marchés, dont le marché américain,. Le téléphone a été placé parmi les meilleurs produits du CES 2017 par plusieurs publications sur les technologies, comme Android Authority,, Digital Trends, Slash Gear, et Talk Android.

## Produits
L'entreprise commercialise des smartphones, des tablettes, des ordinateurs et des montres connectées. Concernant ces dernières, la Honor Band Z1 (commercialisée dans un premier temps sous la dénomination « Honor Band Zero » en Chine) dispose d'un capteur d’activité étanche à l’eau sous la forme d’une montre connectée (2015),,,.

## Historique du logo

Logo entre 2013 et 2018.
Logo Standard depuis 2018.
Logo Chromatic depuis 2018.